# Abacetus asmarensis
Abacetus asmarensis es una especie de escarabajo terrestre de la subfamilia Pterostichinae.  Fue descrita por Jedlicka en 1956 y es una especie endémica que se encuentra en Afganistán. 